# 堀川広益
堀川 広益（ほりかわ ひろます）は、江戸時代中期の高家旗本。権中納言・久我通名の子。通称は繁丸、左門、修理。官位は従四位上・侍従、兵部大輔。

## 略歴
父・通名は、祖父・久我広通の長男であったものの、病気のために嫡子の地位を辞退していた。そのため広益は江戸に下り、幕府に仕えることになった。宝永7年（1710年）12月25日に6代将軍徳川家宣に御目見し、12月27日に御側高家に就任する。それに伴い従五位下侍従・兵部大輔に叙任し、上野国群馬郡内で500石を与えられる。後に従四位下、従四位上に昇進する。なお、広益の高家登用をもって、全ての高家が出揃うことになった。
享保元年（1716年）5月16日、御側高家の廃止により高家に転任する。宝暦2年（1752年）4月23日、高家肝煎となる。宝暦6年（1756年）4月7日、死去。享年63。

## 系譜
子女は5男4女。そのうち1人は養女である。
- 父：久我通名
- 母：西園寺公満の娘
- 正室：秀小路の養女
  - 次男：有馬広之
  - 四男：安部信成 - 安部信富養子
- 生母不明の子女
  - 長男：中根正輝 - 中根正美養子
  - 三男：近藤正孝 - 近藤用趣養子
  - 五男：犬塚忠休 - 犬塚忠暁養子
  - 長女：畠山国祐室
  - 次女：伊達村候養女、小笠原信房室
  - 三女：松平忠勧室
  - 養女：久我通名娘、高島広行室